# Широково (Нижегородская область)
Широ́ково — деревня в Уренском районе Нижегородской области. Входит в состав Обходского сельсовета.

## География
Деревня находится на одном из безымянных притоков реки Арья, на расстоянии примерно 35 км (по шоссе) к северо-востоку от города Урень, административного центра района. Абсолютная высота — 149 м над уровнем моря. 

### Часовой пояс
Деревня Широково, как и вся Нижегородская область, находится в часовой зоне МСК (московское время). Смещение применяемого времени относительно UTC составляет +3:00.

## Население
| 2002 | 2010 |
| ---- | ---- |
| 82   | ↘32  |

## Транспорт
Транспортное сообщение осуществляется по региональной автодороге 22Н-4415 «подъезд к деревне Широково от автодороги Нижний Новгород — Шахунья — Киров».